# Zully Moreno
Zulema Esther González Borbón, més coneguda com a Zully Moreno (Villa Ballester, província de Buenos Aires, 17 d'octubre de 1920 - Buenos Aires, 25 de desembre de 1999) va ser una actriu argentina.

## Biografia
Zully Moreno va néixer a la localitat de Villa Ballester, al Partit de San Martín, província de Buenos Aires, Argentina el 17 d'octubre de 1920. Als 10 anys mor el seu pare.
Va ser la diva per excel·lència del cinema argentí, d'impactant bellesa i aparença imponent només comparable a les més grans estrelles de l'època daurada de Hollywood. Va filmar prop de 40 pel·lícules, entre l'Argentina, Mèxic i Espanya. En 1938, a partir d'un avís que sol·licitava extres, va accedir a un paper secundari a Cándida, de Luis Bayón Herrera, protagonitzada per Niní Marshall. A partir de 1940, ja realitzava papers de coprotagonista a pel·lícules com Orquesta de señoritas, Los martes, orquídeas, amb Mirtha Legrand i Papá tiene novia. A més, el 1940 va debutar en teatre junt amb Tito Lusiardo, Carlos Morganti i Alberto Anchart, el seu primer paper protagonista el va obtenir en 1942 a El profesor Cero, junt a Pepe Arias. Aquell mateix any també va protagonitzar El último piso amb Juan Carlos Thorry. En 1943 actuà a la pel·lícula Stella, i després va formar parella amb Pedro López Lagar a Apasionadamente i Celos.
En 1947 es va casar amb el director Luis César Amadori, amb qui va tenir un fill; Amadori la va beneficiar en la seva carrera, permetent-li triar els papers a interpretar, consagrant-se a Dios se lo pague i Nacha Regules, amb Arturo de Córdova. Fou dirigida per directors importants com Mario Soffici a La gata, per Carlos Hugo Christensen a La trampa, per Carlos Schlieper a Cosas de mujer, per Ernesto Arancibia en la guanyadora del Globus d'Or La mujer de las camelias i per Lucas Demare a Nunca te diré adiós, on Zully va destacar.
Va ser premiada per l'Acadèmia d'Arts i Ciències Cinematogràfiques de l'Argentina com a Millor Actriu per la seva labor a Celos, Dios se lo pague i La mujer de las camelias. Va ser vestida amb excel·lents exemplars d'Horace Lannes, Paco Jamandreu o Jorge de las Longas i li va fer guanyar molts de diners a la productora Argentina Sono Film, un dels amos de la qual era el seu marit.

## Persecució política i exili
En 1950 va filmar tres pel·lícules a Mèxic, dues d'elles van ser Terra Baixa i María Montecristo, i en 1955 després del cop d'estat que va enderrocar al govern peronista i va implantar la dictadura autodenominada Revolució Llibertadora va ser perseguida per les seves idees polítiques pròximes al peronisme. Igual que centenars d'artistes, sindicalistes i intel·lectuals ella i els seus afins van ser perseguits per la dictadura de Pedro E. Aramburu i es van exiliar per un llarg període a Espanya. El seu últim film realitzat a l'Argentina va ser Amor prohibido, on va actuar amb Jorge Mistral i Santiago Gómez Cou, que va ser filmada a mitjans dels 1950 i es va estrenar tres anys després.
A Espanya filmà Madrugada —per la que va guanyar un premi especial del Cercle d'Escriptors Cinematogràfics a la millor actriu estrangera en pel·lícula espanyola—, Una gran señora i Un trono para Cristi (filmada en 1960). En aquesta dècada es va parlar del seu retorn a l'actuació en una pel·lícula dirigida per Dino Risi, però no es va concretar la seva participació. També va ser cridada en diverses ocasions per a reemplaçar temporariamente a Mirtha Legrand en el seu programa. Després de la mort d'Amadori en 1977, va dirigir el Teatre Maipo i va presidir la productora Argentina Sono Film, però després es va allunyar del mitjà i se la veia en comptades oportunitats.
Va morir als 79 anys el 25 de desembre de 1999 en Buenos Aires, víctima del mal d'Alzheimer. El seu germà, l'empresari del Teatre Maipo Alberto González, mort en 1990, va estar casat amb les vedettes Susana Brunetti i Mimí Pons, amb aquesta última va tenir dos fills, Alberto i Gimena.

## Filmografia a Argentina

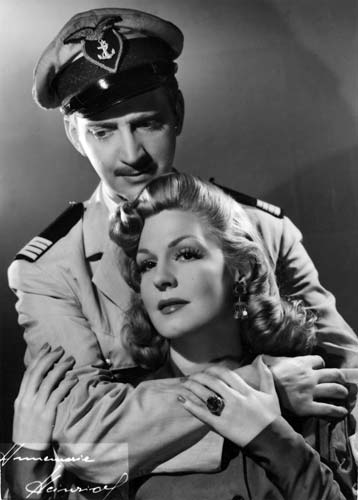
Zully Moreno amb Ernesto Bianco en 1954.

- Amor prohibido (1958)
- El amor nunca muere (1955)
- El barro humano (1955)
- La calle del pecado (1954)
- La dama del mar (1954)
- La mujer de las camelias (1953)
- Me casé con una estrella (1951)
- Cosas de mujer (1951)
- La indeseable (1951)
- Nacha Regules (1950)
- La trampa (1949)
- Dios se lo pague (1948)
- La gata (1947)
- Nunca te diré adiós (1947)
- Celos (1946)
- Cristina 1946)
- Dos ángeles y un pecador (1945)
- Apasionadamente (1944)
- Stella (1943)
- Su hermana menor (1943)
- Historia de crímenes (1942)
- Bajó un ángel del cielo (1942)
- Fantasmas en Buenos Aires (1942)
- El pijama de Adán (1942)
- En el último piso (1942)
- El profesor Cero (1942)
- Papá tiene novia (1941)
- Los martes, orquídeas (1941)
- Orquesta de señoritas (1941)
- En la luz de una estrella (1941)
- De México llegó el amor (1940)
- Bartolo tenía una flauta (1939)
- Cándida (1939)